# Pixie Lott
Pixie Lott, celým jménem Victoria Louise Lott, narozena 12. ledna 1991 v anglickém městě Kent, je populární anglická zpěvačka, textařka, herečka a tanečnice. Na scénu prorazila s jejím debutovým singlem Mama Do (Uh Oh, Uh Oh), který byl vydán v červnu roku 2009 a rychle se vyhoupl do čela britské singlové hitparády. Zajímavostí je, že tuto píseň taktéž nazpívala také v simštině pro hru The Sims 3 společnosti Electronic Arts. Pixiin druhý singl nesl název Boys and Girls a v září 2009 také atakoval vrchní příčky UK chart. Dále následovaly písně jako Gravity, Cry Me Out a Turn It Up – také název alba. Celkem vydala čtyři studiová alba: Turn It Up, Young Foolish Happy, Pixie Lott a Encino.

## Osobní život
Pixie se narodila v Bromley poblíž Kentu ve Velké Británii. Matka ji dala přezdívku Pixie, jelikož byla pri narození velmi malá a roztomilá, jako víla. Pixie začala zpívat ve školním sboru a později začala nahrávat své první album, díky čemuž velmi často chyběla ve škole. Je však velmi chytrá a i tak složila GCSE testy na samá A(1). Má sestru Charlie-Ann a bratra Stephena. Její přítel je model Oliver Cheshire. Pixie se také umísťuje na vrcholu žebříčku nejvíce sexy žen světa FHM. V roce 2013 obsadila 7. příčku.

## Alba

### Turn It Up
Pixie pojmenovala své debutové album Turn It Up a vyšlo v říjnu roku 2009. Obsahovalo hity jako Mama Do, Turn It Up, Cry Me Out nebo Boys and Girls. O rok později se dočkalo i rozšíření nazvané Turn it Up Louder, kde přibylo pět nových písní, jako například Broken Arrow nebo Can't Make This Over. Album bylo velice úspěšné a v roce 2010 se stalo double platinovým (600000 kopií).

### Young Foolish Happy
Ne konci roku 2011 vydala zpěvačka své druhé studiové album s názvem Young Foolish Happy s hlavním singlem All About Tonight, který se stal opět jedničkou v britské hitparádě a stal se tak jejím třetím singlem, který vystoupil až na vrchol. Dále se zde také objevila spolupráce s americkým raperem Pusha T v písni What Do You Take Me For? V roce 2012 vystoupila na LOH v Londýně s písněmi Kiss the Stars a Use Somebody. Rozšířené vydání tohoto alba nese název Young Foolish Happy – Deluxe edition

### Pixie Lott
Pixie se rozhodla pojmenovat své třetí album po sobě – Pixie Lott, jelikož je to prý album, které ji přesně vystihuje, je to styl který má ráda a sedí jí. Celé album má nádech 60. let (Motown Records Motown), ale zároveň působí moderně a svěže. Jako první Pixie vypustila singl s názvem Nasty (leden 2014), který je jakýmsi přechodem mezi předchozím albem a tím novým.

## Herecká kariéra
Pixie si také zahrála v několika rolích ve filmu. V roce 2010 se ukázala v roli Judy v americké komedii Fred: The Movie. Pixie je všestranně talentovaná,[zdroj⁠?!] v roce 2014 byla obsazena do role zavražděné dívky Megan v epizodě Blue For Bluebird britského seriálu Inspector George Gently.

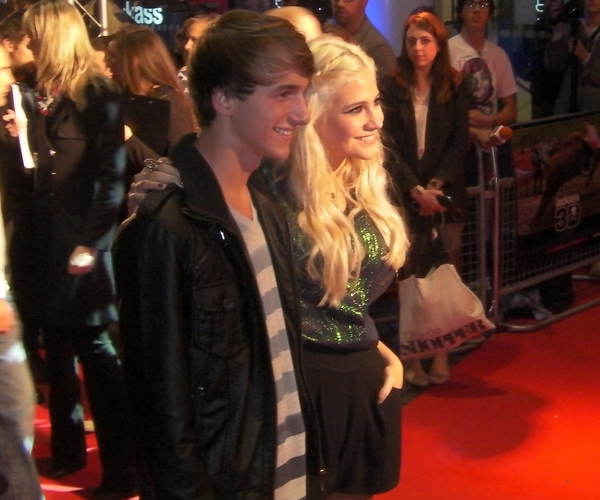

## Diskografie
- 2009: Turn It Up
- 2011: Young Foolish Happy
- 2014: Pixie Lott
- 2024: Encino